# Franz Kupelwieser
Franz Kupelwieser (14. září 1830 Vídeň – 5. srpna 1903 Pörtschach am Wörther See) byl rakouský metalurgický odborník, vysokoškolský pedagog a politik, na konci 19. století poslanec Říšské rady.

## Biografie
Jeho otec Leopold Kupelwieser byl malíř a grafik, bratr Karl Kupelwieser působil jako právník, další bratr Paul Kupelwieser byl průmyslníkem. Synovec Hans Kupelwieser působil coby zoolog. Franz vychodil gymnázium a přípravný kurz na vídeňské polytechnice v zimním semestru 1850/1851. Dále absolvoval dvouletý odborný kurz na báňské akademii v Leobenu. Zde setrval ještě čtyři roky po jejím absolvování. Pak nastoupil roku 1856 jako vedoucí inženýr s titulem huťmistra do železáren v Reșița v Banátu. Díky zkušenostem nabytým při zahraničních cestách se mu podařilo zlepšit hospodaření podniku. Později se vrátil jako učitel na odbornou školu do Leobenu. V roce 1862 zde byl jmenován docentem pro hutnictví. V roce 1866 byl jmenován profesorem. V letech 1875–1877 byl ředitelem školy, později v letech 1895–1897 jejím rektorem. V říjnu 1899 odešel do penze. V období let 1872–1894 zastával funkci tajemníka obchodní a živnostenské komory v Leobenu.

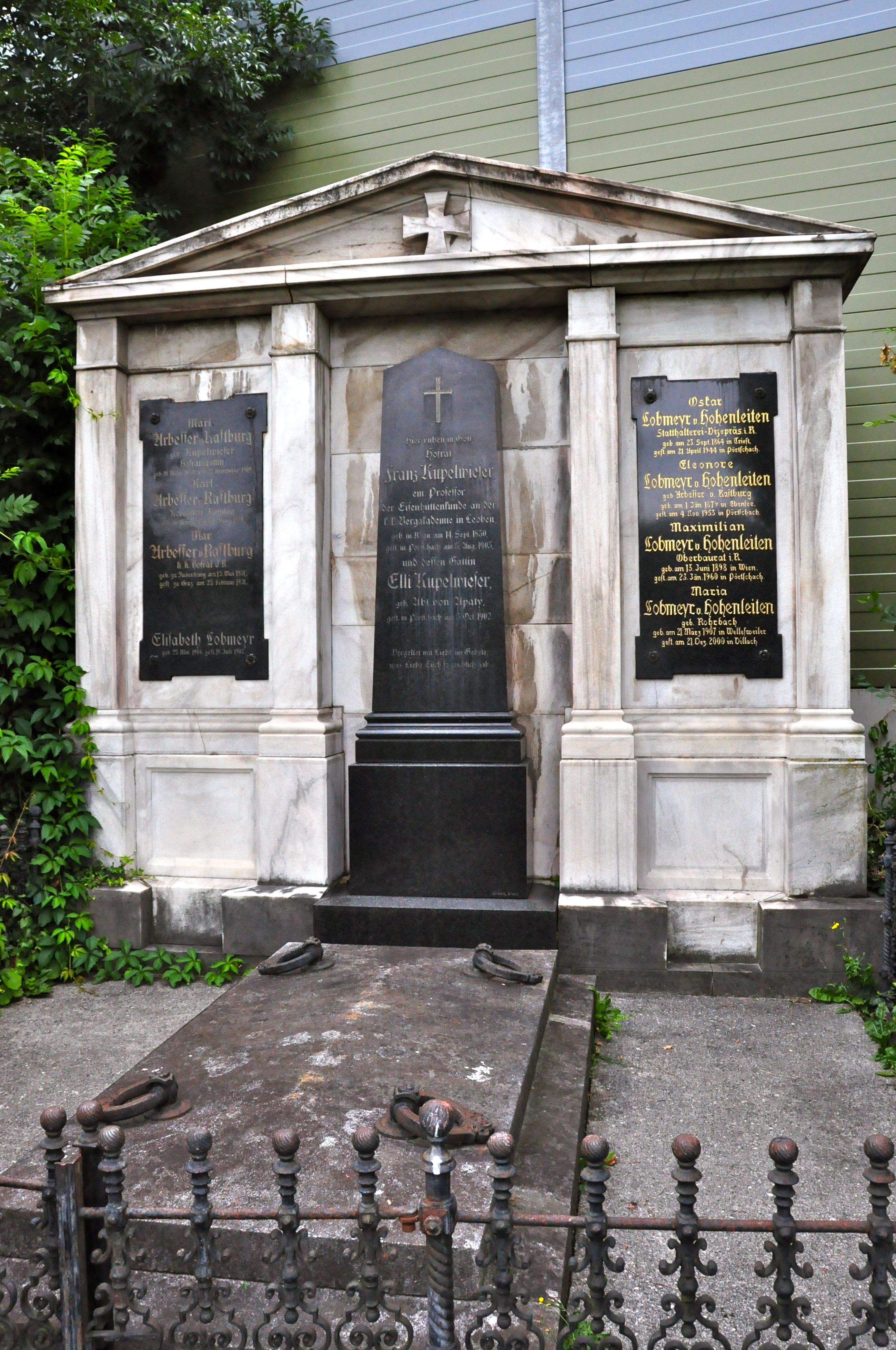
Rodinný hrob na hřbitově v Pörtschachu.

V 90. letech 19. století se zapojil i do celostátní politiky. V doplňovacích volbách roku 1895 získal mandát za kurii obchodních a živnostenských komor, obvod Leoben. Nastoupil 22. října 1895 místo Alexandra Peeze. Za týž obvod byl zvolen i v řádných volbách do Říšské rady roku 1897.Profesně byl k roku 1897 uváděn jako vrchní horní rada a profesor na hornické akademii v Leobenu.